# Нараївська сільська рада (Бережанський район)
Нара́ївська сільська́ ра́да — До 5 квітня 2019 року адміністративно-територіальна одиниця та орган місцевого самоврядування в Бережанському районі Тернопільської області. Адміністративний центр — село Нараїв.

## Загальні відомості
- Територія ради: 56,294 км²
- Населення ради: 2 093 особи (станом на 2001 рік)
- Територією ради протікає річка Нараївка

## Населені пункти
Сільській раді підпорядковані населені пункти:
- с. Нараїв
- с. Дуляби
- с. Шайбівка

### Ліквідовані населені пункти[1]
1. х. Лани входив до Нараївської першої сільради;
2. х. Запуста входив до Нараївської першої сільради;
3. х. Станіславчик входив до Нараївської другої сільради;
4. х. Ступняки входив до Нараївської другої сільради;
5. х. Чверті входив до Нараївської першої сільради.

## Історія
Спочатку було утворено дві сільради: Нараївська перша сільська рада і Нараївська друга сільська рада.

## Склад ради
Рада складається з 22 депутатів та голови.
- Голова ради: Здебський Євген Григорович
- Секретар ради: Іваницька Галина Володимирівна

### Керівний склад попередніх скликань
| Прізвище, ім'я, по батькові | Основні відомості                                                                          | Дата обрання | Дата звільнення |
| --------------------------- | ------------------------------------------------------------------------------------------ | ------------ | --------------- |
| Здебський Євген Григорович  | Сільський голова, 1966 року народження, освіта вища, безпартійний                          | 26.03.2006   | 31.10.2010      |
| Здебський Євген Григорович  | Сільський голова, 1966 року народження, освіта вища, член політичної партії «Наша Україна» | 31.10.2010   |                 |

Примітка: таблиця складена за даними сайту Верховної Ради України

### Депутати
За результатами місцевих виборів 2010 року депутатами ради стали:

#### За суб'єктами висування
| Суб'єкт висування | Кількість обраних депутатів | %    |
| ----------------- | --------------------------- | ---- |
| Самовисування     | 19                          | 86,4 |
| Народна партія    | 3                           | 13,6 |

#### За округами
| № округу       | Прізвище, ім'я, по батькові    | Дата визнання обраним | Освіта             | Партійна приналежність | Відомості про обраного депутата                                     |
| -------------- | ------------------------------ | --------------------- | ------------------ | ---------------------- | ------------------------------------------------------------------- |
| Народна Партія |                                |                       |                    |                        |                                                                     |
| 1              | Солонецький Ігор Євгенович     | 02.11.2010            | середня спеціальна | позапартійний          | фізична особа-підприємець                                           |
| 2              | Осичка Сергій Теофілович       | 02.11.2010            | середня спеціальна | позапартійний          | ПАП «Вербів», водій                                                 |
| 3              | Воронич Ірина Михайлівна       | 02.11.2010            | середня спеціальна | позапартійна           | Тер. Центр з обслуговування одиноких громадян, соціальний працівник |
| Самовисування  |                                |                       |                    |                        |                                                                     |
| 4              | Іваницька Галина Володимирівна | 02.11.2010            | середня спеціальна | позапартійна           | Нараївська сільська рада, секретар                                  |
| 5              | Маланій Олег Михайлович        | 02.11.2010            | середня спеціальна | позапартійний          | тимчасово не працює                                                 |
| 6              | Піхура Богдан Степанович       | 02.11.2010            | середня спеціальна | позапартійний          | МКП "Комунальник, майстер                                           |
| 7              | Горлатий Іван Степанович       | 02.11.2010            | середня спеціальна | позапартійний          | тимчасово не працює                                                 |
| 8              | Сімора Олександр Васильович    | 02.11.2010            | вища               | позапартійний          | Нараївська загальноосвітня школа, директор                          |
| 9              | Ліхтарчук Михайло Петрович     | 02.11.2010            | середня спеціальна | позапартійний          | тимчасово не працює                                                 |
| 10             | Захарків Михайло Євгенович     | 02.11.2010            | середня спеціальна | позапартійний          | тимчасово не працює                                                 |
| 11             | Гладкий Андрій Васильович      | 02.11.2010            | середня спеціальна | позапартійний          | тимчасово не працює                                                 |
| 12             | Нагірний Ярослав Теодозійович  | 02.11.2010            | середня            | позапартійний          | БАТІ, студент                                                       |
| 13             | Янчинський Ярослав Миколайович | 02.11.2010            | вища               | позапартійний          | фізична особа-підприємець                                           |
| 14             | Проскуренко Марія Ярославівна  | 02.11.2010            | вища               | позапартійна           | Нараївська загальноосвітня школа, вчитель                           |
| 15             | Сновида Марія Михайлівна       | 02.11.2010            | середня спеціальна | позапартійна           | магазин ТЕКО с. Нараїв, продавець                                   |
| 16             | Артеменко Любов Володимирівна  | 02.11.2010            | вища               | позапартійна           | ЦСССМ, головний спеціаліст                                          |
| 17             | Красниця Степанія Петрівна     | 02.11.2010            | вища               | позапартійна           | Нараївська сільська рада, бухгалтер                                 |
| 18             | Бай Михайло Дмитрович          | 02.11.2010            | середня спеціальна | позапартійний          | ПАП «Явір», водій                                                   |
| 19             | Севера Андрій Васильович       | 02.11.2010            | середня спеціальна | позапартійний          | тимчасово не працює                                                 |
| 20             | Макар Олександра Василівна     | 02.11.2010            | середня спеціальна | позапартійна           | бібліотека с. Нараїв, завідувач                                     |
| 21             | Фортуна Любов Ярославівна      | 02.11.2010            | середня спеціальна | позапартійна           | Нараївська загальноосвітня школа, бібліотекар                       |
| 22             | Проскуренко Софія Михайлівна   | 02.11.2010            | вища               | позапартійна           | Нараївська загальноосвітня школа, вчитель                           |